# Drapeta rutilans
Espèce
Synonymes
- Sagana rutilans Thorell, 1875
- Drapeta aeneus Menge, 1875
- Liocranum squamosum L. Koch, 1876

Drapeta rutilans est une espèce d'araignées aranéomorphes de la famille des Liocranidae.

## Distribution
Cette espèce se rencontre en Europe.

## Description
Les mâles mesurent de 7,6 à 9,3 mm et les femelles de 9,2 à 11,2 mm.

## Systématique et taxinomie
Cette espèce a été décrite sous le protonyme Sagana rutilans par Thorell en 1875. Elle est placée dans le genre Liocranum par Simon en 1878, dans le genre Sagana par Wunderlich en 2008 puis dans le genre Drapeta par Seropian, Bulbulashvili et Krammer en 2024.
Liocranum squamosum a été placée en synonymie par Simon en 1878.
Drapeta aeneus a été placée en synonymie par Bertkau en 1880.

## Publication originale
- Thorell, 1875 : « Diagnoses Aranearum Europaearum aliquot novarum. » Tijdschrift voor Entomologie, vol. 18, p. 81-108 (texte intégral).